# 長城基地
長城基地（ちょうじょうきち、簡体字: 长城站、繁体字: 長城站、英文表記: Antarctic Great Wall Station）は、南極圏内、南極海キングジョージ島にある中華人民共和国の観測基地。基地名称の由来は世界遺産である万里の長城にちなむ。

## 概要
1985年2月10日に開設された中華人民共和国初の南極観測基地で、南北約2km、東西約1.26km、面積は2.52km2、標高は海抜10m。この基地にて観測を行う中国極地研究所（Polar Research Institute of China（PRIC））の調査隊員は約40名で、そのうち約14名が越冬する。1985年の開設当初から探検隊の空輸などでチリ空軍と協力関係にあるが、これは当時のチリのアウグスト・ピノチェト政権による南極の領有権主張を中国が支持したことから始まった。

## 位置
長城基地は、南緯62度12分59秒 西経58度57分52秒 / 南緯62.21639度 西経58.96444度に位置する。これは、南極海キングジョージ島南部に位置し、チリ領南極のエドアルド・フレイ・モンタルヴァおよびヴィラ・ラス・エコトラス基地から2.5km、またチリのホーン岬からは約960km。首都北京からは約17500km。

## 脚註
1. ↑  ジェトロ・アジア経済研究所『ラテンアメリカレポートVol.3 No.2 南極物語(ECLAC便り(第7回)』1986年6月
2. ↑  “各国争相“插旗” 中国南极科考“快跑””. 新華網 (2007年11月13日). 2019年6月2日閲覧。
3. ↑  “贾根整：我与南极二十年”. 海洋财富网] (2018年7月16日). 2019年6月2日閲覧。
4. ↑  “Archived copy”. 2012年10月6日時点のオリジナルよりアーカイブ。2019年6月2日閲覧。